# 龍洞院 (愛知県東栄町)

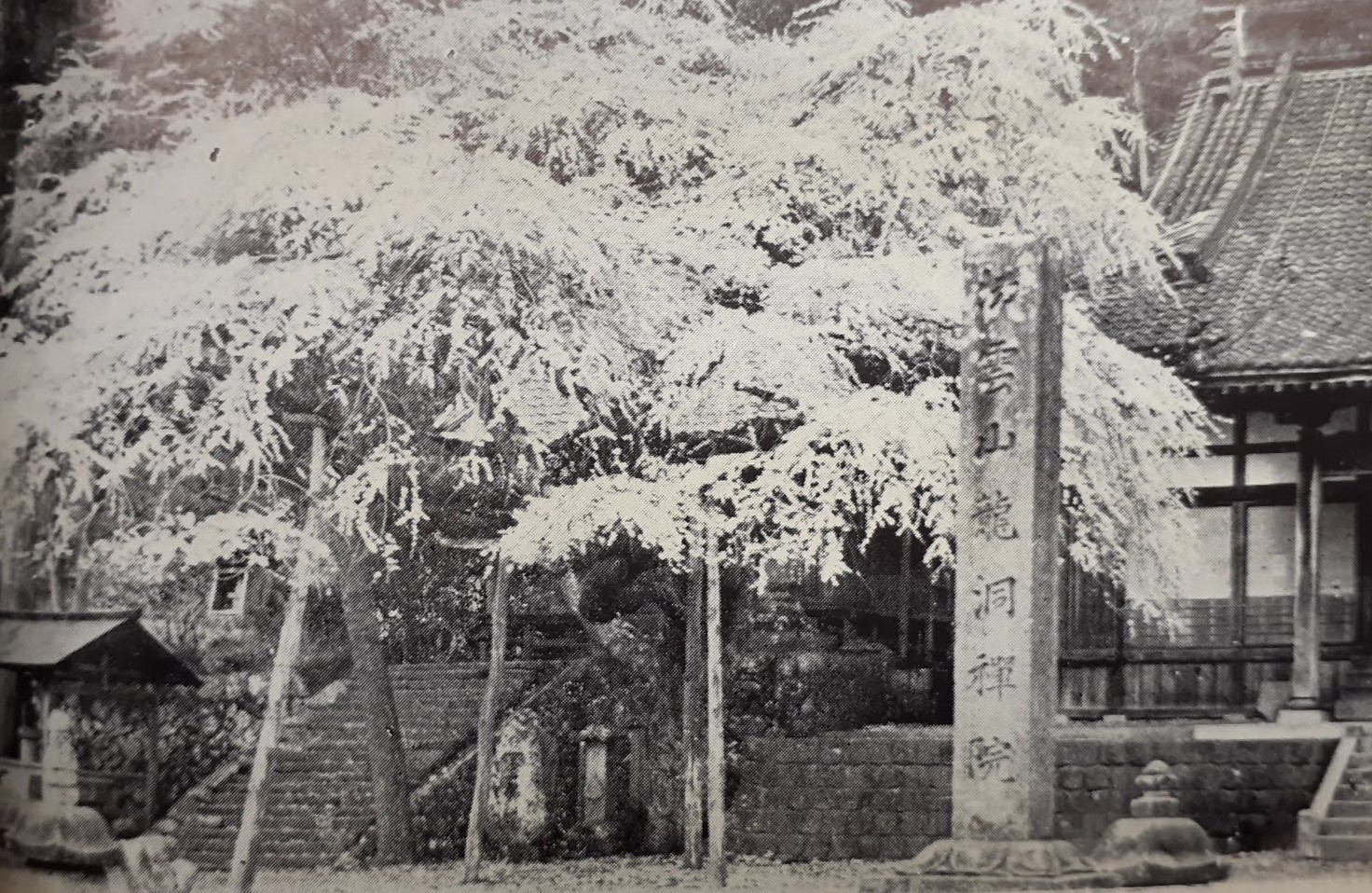
1961年（昭和36年）の龍洞院と枝垂桜

龍洞院（りゅうどういん）は、愛知県北設楽郡東栄町大字本郷西万場38にある曹洞宗の寺院。

## 概要
山号は法雲山。本尊は釈迦牟尼仏。本郷商店街の西側にある。

## 歴史
慶長2年（1597年）の「柿野八王神社棟札」には筆者として龍洞院の名があり、この年にはすでに龍洞院が存在していたことがわかる。寛永13年（1636年）に中興された。江戸時代の龍洞院には寺子屋があり、境内には文政4年（1821年）に建立された筆塚がある。
1882年（明治15年）、北設楽郡本郷村の字別所から字西万場の現在地に移転した。北設楽郡は愛知県最大の仔馬産地であり、龍洞院の境内では年3日間の仔馬市場が開催されていたが、1935年（昭和10年）には愛知県畜産組合の指導によって別地点に統合されている。
1944年（昭和19年）8月14日には、名古屋市立笠寺国民学校から東栄町立本郷国民学校への集団疎開が行われ、児童の寮として龍洞院も指定されている。

## 境内
龍洞院の枝垂桜（粟世桜）
かつて境内には樹齢150年以上のシダレザクラがあり、幹回りは325センチメートル、樹高は11メートルだった。北設楽郡の寺院にあるシダレザクラとしては最大級であり、1959年（昭和34年）10月8日には愛知県天然記念物に指定された。1991年（平成3年）には全国的に貴重なサクラであるとして、日本さくらの会から挿し穂と接ぎ穂の提供依頼が寄せられた。2011年（平成23年）に老朽化によって倒壊した。
弘法山
境内裏手（西側）は弘法山があり、標高約330メートルの山頂には展望台があるほか、宝暦2年（1752年）11月16日に富士山本宮浅間大社から分祀された白山大権現がある。頂上までの登山道には空海（弘法大師）を祀る88の祠があり、八十八箇所巡礼を行うことができる。山頂は戦国時代に白山砦があった場所である。

## 現地情報
所在地
- 〒449-0214：愛知県北設楽郡東栄町大字本郷西万場38

アクセス
- JR飯田線 東栄駅からおでかけ北設で「本郷」バス停下車。